# Hyundai KIA Lambda
Bei der Baureihe Lambda handelt es sich um einen Sechszylinder-Ottomotor mit vierfacher obenliegender Nockenwelle (QOHC) und 4 Ventilen pro Zylinder. Die Motoren werden in Asan (Südkorea) und Montgomery (Alabama) gebaut.

## Allgemeine Merkmale
Der Motorblock und Zylinderkopf bestehen aus Aluminium. Die 3,3-Liter-Ausgabe eröffnet die Reihe mit einer Bohrung von 92 mm und einem Hub von 83,8 mm sowie 184 kg Trockengewicht. Die mittlere Variante mit 3,5 Liter Hubraum wurde erst mit der Lambda II-Serie ergänzt und verlängert den Hub auf 87 mm. Die größte Variante erweitert zudem die Bohrung auf 96 mm und erhöht das Gewicht nur um zweieinhalb auf 186,6 kg. Die Lambda II-Serie reduzierte das Gewicht um mehrere Kilogramm, genaue Angaben wurden jedoch nicht gemacht. Die Leerlaufdrehzahl der Lambda-Motoren reicht von 620 (3,3 Liter), 650 (3,8-Liter-Lambda-II) bis 720 (3,8-Liter-Lambda) Umdrehungen pro Minute.
Alle Motoren der Lambda-Reihe werden über ein elektronisches Gaspedal gesteuert.
Die Kraftübertragung von der Kurbelwelle zum Zylinderkopf erfolgt mittels wartungsfreier Steuerkette, die Nebenaggregate werden durch einen Serpentinenriemen angetrieben. Für diesen ist aller 50.000 km oder 24 Monate eine Inspektion vorgesehen, ein Austausch nur bei festgestelltem Bedarf.

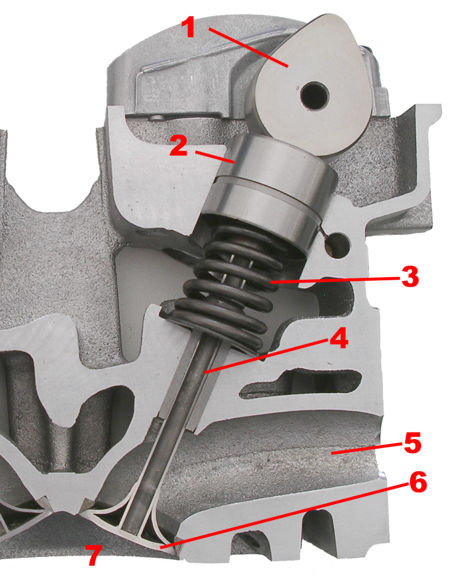
Der Nocken (1) drückt den Tassenstößel (2) auf den Ventilschaft (3, 4), dessen Ende (6) in den Zylinderraum (7) gedrückt wird und damit den Luftkanal (5) freigibt.

Die Ventile werden über mechanische Tassenstößel ohne aufliegende Plättchen (daher „shimless mechanical bucket tappets“) betätigt. Sie reduzieren im Vergleich zu hydraulischen Tassenstößeln den Widerstand für den Nocken. Wie diese sind sie wartungsfrei, dabei jedoch preiswerter und weniger stark auf gute Ölviskosität angewiesen. Im Laufe der Jahre wird die Oberfläche von Stößel und Nocken abgetragen und damit der Hub des Ventils in den Zylinderraum verringert. Damit kann weniger Luft einströmen, worauf der Motor automatisch auch die Benzinmenge und damit seine Leistungsfähigkeit reduziert. Begleitet wird dies von einem hörbaren Tickgeräusch, da der Nocken nicht mehr ständig am Tassenstößel aufliegt, sondern diesen nur noch einmal pro Umdrehung erreicht – das Aufkommen erzeugt das Tickgeräusch. Dies kann durch die Ausdehnung im warmen Motor verschwinden, dennoch ist das Ventilspiel damit zu groß geworden. Dessen Prüfung ist im Wartungsplan aller 95.000 km vorgesehen, eine Wartung aber nur bei Bedarf. Bei dieser würde das abgetragene Material durch einen neuen, etwas längeren Tassenstößel ausgeglichen. Der Tausch kann möglicherweise mit dem der Zündkerzen (160.000 km) zusammengelegt werden.

## Lambda
Die Lambda-Reihe wurde bis 2004 in Hwaseong entwickelt und schloss die Ablösung der Sigma-Reihe ab, deren oberes Spektrum etwa im KIA Opirus noch bis 2006 verwendet wurde. Die Größen unter 3 Litern Hubraum wurden bereits seit 1998 mit der Delta-Reihe abgelöst. Die Sigma-Reihe basierte auf einem Mitsubishi-Graugruß-Design, das auf die achtziger Jahre zurückging, und von Hyundai und Mitsubishi parallel weiterentwickelt wurde.
Die Motoren verfügen über eine CVVT benannte Nockenwellenverstellung für die Einlassseite. Diese hat nur Einfluss auf die Überschneidung der Ventilöffnung von Einlass- und Auslassseite (der Öffnungszeitpunkt auf Eingangsseite ist variierbar), nicht aber auf den Ventilhub und damit die Öffnungsdauer. Sie ist daher vergleichbar mit der BMW Einzel-VANOS-Technologie. Neben einem besseren Drehmoment im unteren Drehzahlbereich reduziert sie vor allem die Stickoxidwerte, indem die abgasrückführende Wirkung einer großen Überschneidung genutzt wird – hierbei wird bereits ausgestoßenes Abgas wieder zurück in den Brennraum gesaugt.
Lambda-Motoren verfügen über einen variablen Ansaugtrakt (Variable Intake System). Dieser berücksichtigt das Pulsieren der Luft im Saugrohr, welches durch das Öffnen und Schließen der Ventile entsteht. Finden diese Unter- und Überdruckimpulse einen ihrem Rhythmus angepassten Weg in den Motorraum, entsteht ein leichter Resonanzaufladungseffekt, ähnlich einem Turbolader. Zu dessen Erreichung öffnet sich bei niedrigen und hohen Drehzahlen ein hierfür geeigneter, kurzer Luftweg. Bei mittleren Drehzahlen wird vermittels einer Klappe die längere Luftführung verwendet, was in gleichbleibend hohem Drehmoment resultiert.
Zur Reibungsreduzierung erhielten die Kolben eine MoS2-Beschichtung.
Die V-Orientierung der beiden Drei-Zylinder-Bänke hat den Vorteil geringerer Länge
gegenüber Reihensechszylindern, wie sie etwa BMW verbaut. Zudem muss hiermit die Kurbelwelle nur noch halb so lang sein, da jeder Hubzapfen zwei Kolben antreibt. Der Nachteil der Aufteilung auf zwei Bänke sind doppelte Bauteile am anderen Ende des Kolbens – im Zylinderkopf müssen etwa vier statt zwei Nockenwellen die Ventile betätigen,
insgesamt steigen damit die Wartungskosten leicht. Ein weiteres Bauteil wird für die Laufruhe benötigt, da bei hohen Drehzahlen die Dreizylinderbänke mehr Vibrationen emittieren. Dem hilft eine Ausgleichswelle ab, die entgegen der Kurbelwelle mit gleicher Drehzahl rotiert. Es verbleibt ein geringes freies Massenmoment zweiter Ordnung, wie in Reihenvierzylinder-Motoren.

## Lambda II
2008 wurde die Reihe überarbeitet und damit zur Lambda II-Serie, 2010 komplettiert durch eine 3,5-L-Version. Diese wiegt durch Gewichtsreduktion weniger als die 3,3-L-Fassung der ersten Lambda-Serie. Ermöglicht wurde dies durch die Verwendung von Plastik für den variablen Ansaugtrakt, die Zylinderkopf-Abdeckung und das Ölfiltergehäuse, sowie das des Kühlwassertemperaturreglers. Ebenfalls gewichtssparend wirkt die überarbeitete Kurbelwelle durch die Verwendung von fünf statt bisher acht Ausgleichsgewichten.
Zur Reibungsminderung wurde die MoS2-Beschichtung der Kolben um eine diamantähnliche Kohlenstoffschicht auf den Kontaktflächen der Tassenstößel ergänzt.
Die CVVT-Steuerung der Einlassnockenwelle wurde um eine für die Ausgangsseite erweitert und ähnelt damit der BMW Doppel-VANOS-Technologie.
Das nun D(ual)-CVVT benannte System trägt zur verbesserten Leistung bei.
Der variable Ansaugtrakt (Variable Intake System) wurde um eine Stufe auf drei erweitert. Er berücksichtigt damit besser das Pulsieren der Luft im Saugrohr, welches durch das Öffnen und Schließen der Ventile entsteht. Finden diese Unter- und Überdruckimpulse einen ihrem Rhythmus angepassten Weg in den Motorraum, entsteht ein leichter Resonanzaufladungseffekt, ähnlich einem Turbolader. Zu dessen Erreichung öffnen sich über das Drehzahlband verteilt jeweils passend lange Luftwege, was in einem gleichbleibend hohen Drehmoment resultiert.
Zur Emissionsreduzierung wurde die Kühlung der Abgasseite im Zylinderblock verbessert, so dass magerere Gemische ermöglicht werden. Diese verursachen durch ihren Sauerstoffüberschuss höhere Temperaturen, welche die nachfolgenden Komponenten im Abgasstrang belasten würden. Die größeren Wasserkanäle vermeiden dies.

## Lambda II RS

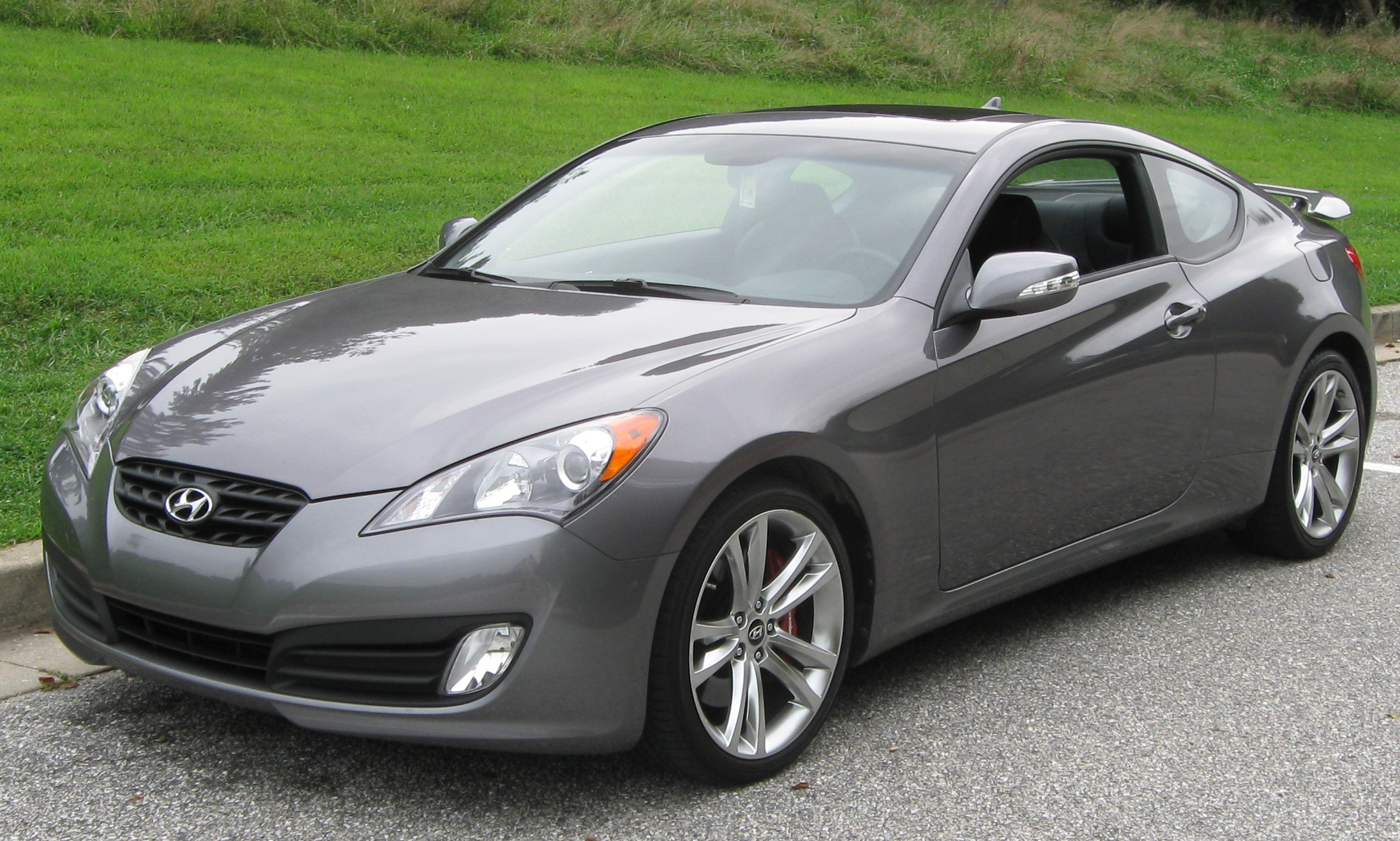
Einzige Anwendung des Lambda II RS: das Genesis Coupe

Form des „Rear Wheel Drives“ im Genesis Coupe

Obwohl alle drei Hubraumgrößen der Lambda-Reihe dieselben Außenmaße teilen, ist die hubraumgrößte Variante dennoch zu hochbauend für den Einsatz in sportlichen Fahrzeugen wie dem Hyundai Genesis Coupe. Daher wurde die 3,8 L-Fassung für dieses – hinterradgetriebene – Fahrzeug angepasst, woraus sich auch der Name „Rear wheel drive Sports“ des Motors ergibt. Beide Motoren des Coupes sind damit ausschließlich für dieses Modell entwickelt worden (vgl.).
Die entscheidenden fünf Zentimeter in der Bauhöhe wurden durch eine Neugestaltung der Ansaug- und Abgastrakte gewonnen. Hierbei wurde zudem der Durchmesser der Ansaugseite vergrößert und die Form des Abgaskrümmers so verändert, dass er weniger Gegendruck entstehen lässt, sodass nun beide Seiten zu einer verbesserten Luftzirkulation beitragen. Ebenfalls leistungssteigernd wirkt eine „schärfere Nockenwelle“, also ein CVVT-Nockenwellenprofil, bei dem die Ventile zeitiger öffnen und später schließen und damit mehr Benzingemisch durchsetzen. Aufgrund des späteren Schließens verbleibt allerdings die Verdichtung bei 10,4 und steigt nicht auf das Niveau der anderen Lambda-II-Motoren. Durch die CVVT auf Ein- und Auslassseite können jedoch die sonstigen Nachteile großteils kompensiert werden, indem etwa im Leerlauf ein normales Profil Anwendung findet und dessen Drehzahl damit nicht erhöht werden muss (vgl. Nockenwelle, letzter Absatz). Da die entstehende Mehrleistung in erster Linie bei hohen Drehzahlen verfügbar wird, sind die Kolben nicht mehr fest, sondern flexibel (full-floating) gelagert, was ihre Reibung am Zylinder mindert. Gleichzeitig wird am Zylinderboden ein feiner Ölnebel eingesprüht, der ebenso einen kühlenden Effekt hat, wie die längeren Zündkerzen, die durch ihren längeren, schmalen Schaft einen größeren Raum für die Wasserkühlung am Zylinder schaffen. Die Einspritzdüsen fördern nun bis zu sieben Prozent mehr Kraftstoff, um der besseren Luftzufuhr nachzukommen. Die Zylinderwand wurde zudem um zwei auf 24 mm verstärkt, die Kurbelwellenlager um ebenfalls zwei auf 25 mm. Die Motorsteuerung wurde neu programmiert und verfügt über mehr Anschlusspins. Motor und Fahrzeug werden in Europa seit November 2010 angeboten, in den USA seit Frühjahr 2009.
Eine per längerem Hub auf 4,1 L vergrößerte und mittels HKS-T04Z-Turbolader aufgeladene Variante dieses Motors wurde im Hyundai Genesis PM 580 für das Pikes Peak-Rennen 2010 eingesetzt. Mit 775 PS und 1020 Nm avisierte Rhys Millen die Rückeroberung des durch seinen Vater 1994 in einem modifizierten Toyota Celica aufgestellten Rekordes von 10 Minuten und 4 Sekunden an. Dieser wurde 2007 durch Nobuhiro Tajima mit einem Suzuki XL7 um drei Sekunden unterboten. 2009 gelang dem Fahrer jedoch der Sieg im zweiradgetriebenen Zeitfahren in einem modifizierten Hyundai Genesis Coupe. Die Karosserie des PM 580 basiert nicht auf dem Genesis Coupe, sondern dem Palmer Jaguar JP1, einem erfolgreichen Le-Mans-Rennwagen, mit Jaguar-V6-Motor. Durch die Anwendung von kohlenstofffaserverstärktem Kunststoff liegt das Gewicht des Fahrzeugs bei etwa 862 kg.

## Lambda II GDI

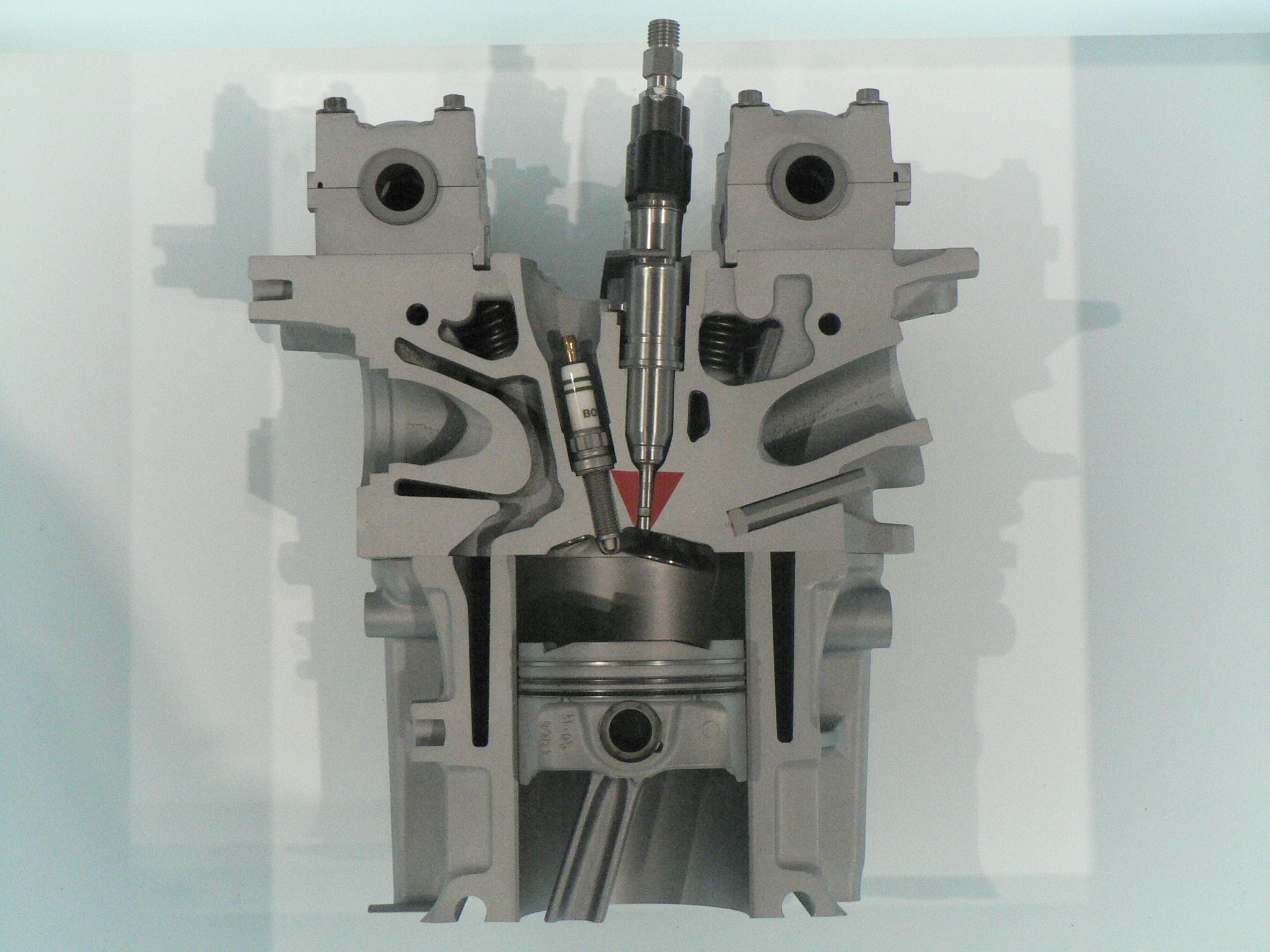
Schnittbild eines BMW-Direkteinspritzerkolbens

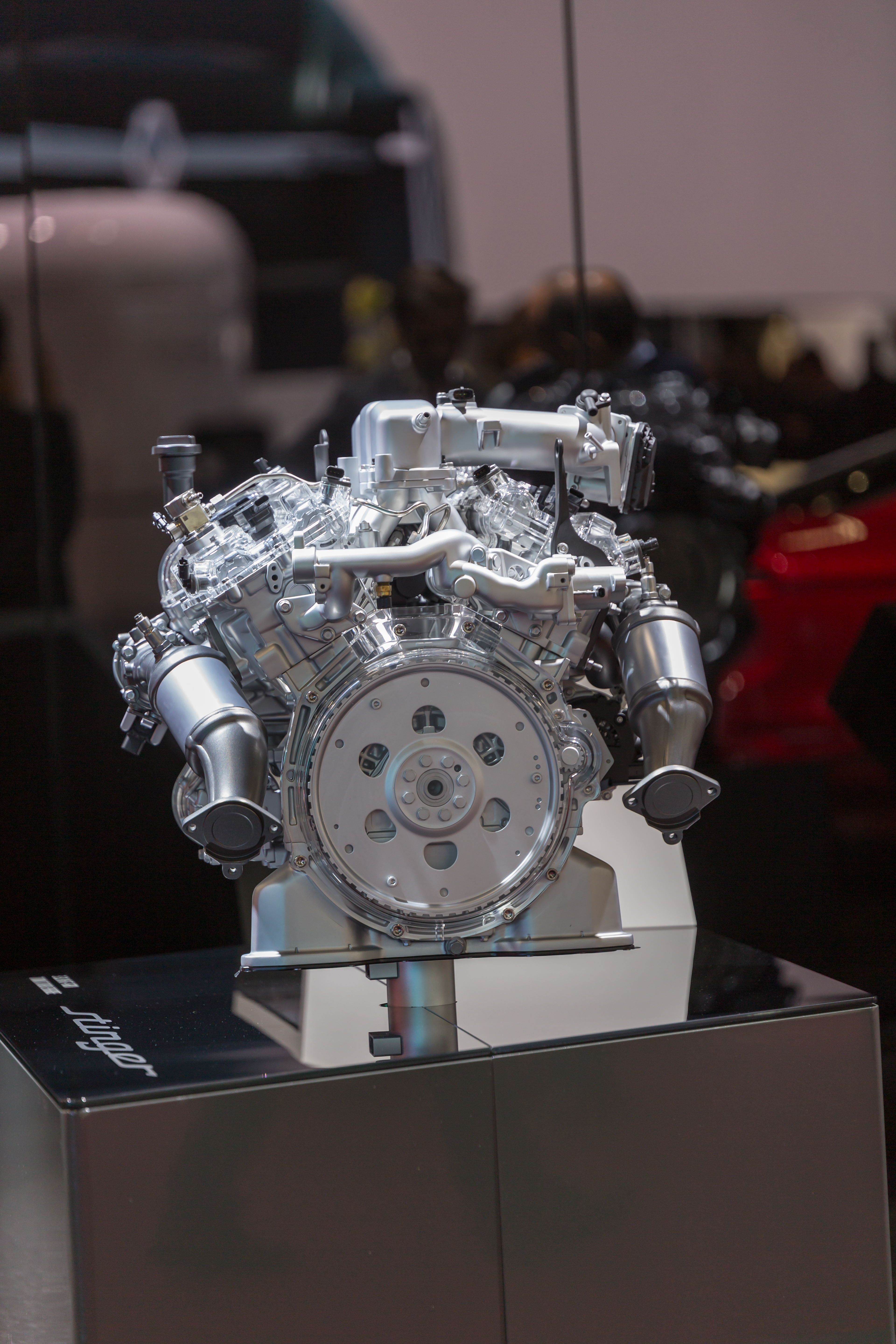
Turboaufgeladene Variante des Lambda für den Kia Stinger

Im April 2010 wurde zur Peking Auto Show eine direkteinspritzende Variante des 3,3 L-Lambda II vorgestellt. Ende 2010 folgte ein 3,0-Liter-Motor derselben Technik, der gleichzeitig das Hubraumspektrum der Reihe nach unten vervollständigte. Er dient der Ablösung des Mu-V6 mit 2,7 Liter Hubraum, der noch auf der ersten Hyundai-V6-Reihe von 1998 basiert. Die beiden Lambda GDI debütierten im Hyundai Grandeur der fünften Generation. Informationen zu diesen Motoren wurden aber nur sparsam veröffentlicht, sodass für eine entsprechende Zeile in untenstehender Tabelle die nötigen Daten fehlen.
Bei der konventionellen Einspritzung für Ottomotoren befindet sich das Einspritzventil im Saugrohr vor dem Einlassventil. Bei steigenden Drehzahlen wird jedoch die Öffnungszeit des Ventils immer kürzer, und damit das Zeitfenster zum Einbringen des Kraftstoffs. Bei der Direkteinspritzung wird daher direkt in den Zylinder eingespritzt. Hyundai verwendet wie die meisten Mitbewerber GDI zur homogenen, stöchiometrischen Gemischbildung und verzichtet auf eine inhomogene Schichtladung (stratified fuel charge). Letztere geht mit systembedingten Nachteilen einher, so etwa deutlich erhöhten Feinstaubwerten.

Gestartet wird mit einer Piloteinspritzung und -zündung, um den Kolben in Bewegung zu setzen. Während dessen Abwärtsbewegung folgt die schubgebende, eigentliche Kraftstoffeinspritzung und -zündung. Durch diese präzisere, kühlende, da direkt im Zylinder erfolgende Kraftstoffzufuhr konnte die Kompressionsrate im Zylinder von 10,6 auf 11,5 erhöht werden. Dies führt zu einer Kraftstoffersparnis von rund fünf Prozent (vgl.) und bewirkt zudem eine höhere Abgastemperatur. Hiervon profitiert der sich schneller erwärmende Katalysator, dessen Kaltstartphase so auf 40 Sekunden halbiert werden konnte. 

Kolben- und Kolbenring sind reibungsreduziert

Der höhere Einspritzdruck von 150 bar (ohne GDI etwa 5 bar) bewirkt zudem eine homogenere Kraftstoffzerstäubung und damit eine sauberere Verbrennung. Er geht einher mit einem systemtypischen Tickgeräusch.
Die friktionsmindernden Maßnahmen der Lambda II-Serie werden nun durch eine Chrom-Nitrid-Beschichtung an den Kolbenringen unterstützt. Die Kolben selbst behalten ihre MoS2-Beschichtung, ebenso die Tassenstößel ihre diamantähnliche Kohlenstoffschicht. Wie schon im Lambda II RS ist der Kolben zudem nicht mehr fest, sondern flexibel (full-floating) gelagert, was zusätzlich die Reibung mindert und die Druckresistenz um 30 % erhöht. Ebenso wird direkt am Zylinderboden ein feiner Ölnebel eingesprüht, dessen kühlender Effekt materialschonend wirkt und die Klopfneigung des im GDI stärker verdichteten Gemisches reduziert.

## Daten
| Serie         | Motorcode                | Hubraum (cm³) | Hub × Bohrung (mm) | Leistung (PS) bei (1/min)        | Drehmoment bei (1/min)  | Zylinder | Verdichtung | Aufladung    | Einspritzung |
| ------------- | ------------------------ | ------------- | ------------------ | -------------------------------- | ----------------------- | -------- | ----------- | ------------ | ------------ |
| Lambda        | G6DB(-AT) 1              | 3342          | 83,8 × 92,0        | 235/242/247 3 bei 6000           | 304/307 3 bei 3500/4500 | 6        | 10,4        | VIS (2 Wege) | MFI          |
| Lambda        | G6DA(-AT) 1              | 3778          | 87,0 × 96,0        | 250/260/266 3 bei 6000           | 344/350 3 bei 3500/4500 | 6        | 10,4        | VIS (2 Wege) | MFI          |
| Lambda II     | L6DB 2                   | 2999          | 75,2 × 92,0        | 235 bei 6000                     | 281 bei 4500            | 6        | -?-         | VIS (3 Wege) | MFI          |
| Lambda II     | G6DB(-AC) 1              | 3342          | 83,8 × 92,0        | 250/260/262 4 bei 6000/6200/6200 | 310/317 4 bei 4500      | 6        | 10,6        | VIS (3 Wege) | MFI          |
| Lambda II     | G6DC(-AC) 1              | 3470          | 87,0 × 92,0        | 277/290 5 bei 6300/6600          | 335/338 5 bei 5000      | 6        | 10,6        | VIS (3 Wege) | MFI          |
| Lambda II     | G6DA(-AC) 1              | 3778          | 87,0 × 96,0        | 276/283/290 6 bei 6200           | 363/358/358 6 bei 4500  | 6        | 10,6        | VIS (3 Wege) | MFI          |
| Lambda II RS  | G6DA(-AC)/ G6DA(-MC) 1 7 | 3778          | 87,0 × 96,0        | 303/306 8 bei 6300               | 361/362 8 bei 4700      | 6        | 10,4        | VIS (3 Wege) | MFI          |
| Lambda II GDI | G6DG 1                   | 2999          | 75,2 × 92,0        | 270 bei 6400                     | 310 bei 5000            | 6        | 11,5        | VIS (3 Wege) | GDI          |
| Lambda II GDI | G6DH                     | 3342          | 83,8 × 92,0        | 300 bei 6400                     | 348 bei 5200            | 6        | 11,5        | VIS (3 Wege) | GDI          |
| Lambda II GDI | G6DJ                     | 3778          | 87,0 × 96,0        | 334 bei 6400                     | 395 bei 5100            | 6        | 11,5        | VIS (3 Wege) | GDI          |

## Einsatz
Aufgelistet sind die weltweit verbauten Lambda-Motoren für jedes Modell, nicht in jedem Land werden alle aufgeführten Konfigurationen angeboten.
Hyundai Entourage
- Entourage EP
  - G6DA-AT (250 PS): 2006–2009

Hyundai Equus
- Equus VI
  - G6DA-AC (290 PS): 2009–2016

Hyundai Genesis
- Genesis BH
  - G6DB-AC, G6DA-AC (262, 290 PS): 2008–2011
  - G6DH, G6DJ (300, 334 PS): 2011–2013

Hyundai Genesis Coupe
- Genesis Coupe BK
  - G6DA-AC (306 PS): 2009–2012
  - G6DJ (347 PS): 2012–2016

Hyundai Grandeur
- Grandeur TG
  - G6DB-AT, G6DA-AT (235, 260 PS): 2005–2009
  - G6DB-AC, G6DA-AC (260, 283 PS): 2010
- Grandeur HG
  - G6DG, G6DH (270, 300 PS): 2011–2017

Hyundai Santa Fe
- Santa Fe CM
  - G6DB-AT (242 PS): 2006–2009
  - G6DC-AC (277 PS): 2009–heute (in Europa ab Facelift 2009 keine Sechszylinder mehr)

Hyundai Sonata
- Sonata NF
  - G6DB-AT (235 PS): 2006–2008
  - G6DB-AC (250 PS): 2008–2010

Hyundai Veracruz
- Veracruz EN
  - G6DA-AT (260 PS): 2007–heute

KIA Borrego
- Borrego HM
  - G6DA-AC (276 PS): 2008–heute

KIA Cadenza
- Cadenza VG
  - G6DC-AC (290 PS): 2010–heute
  - L6DB (235 PS): 2010–heute
  - G6DG (270 PS): 2011–heute

KIA Carnival
- Carnival VQ
  - G6DA-AT (242 PS): 2006–2009
  - G6DC-AC (271 PS): 2010–2011

KIA Opirus
- Opirus GH
  - G6DB-AT, G6DA-AT (247, 266 PS): 2006–2009
  - G6DB-AC, G6DA-AC (260, 283 PS): 2009–2011

Kia Sorento
- Sorento BL
  - G6DB-AT, G6DA-AT (242, 260 PS): 2007–2009
- Sorento XM
  - G6DC-AC (277 PS): 2009–heute

Kia Stinger
- G6DH-T (269, 272 kW): 2017–2023